# Scolosaurus
Scolosaurus (il cui nome significa "lucertola appuntita") è un genere estinto di dinosauro ankylosauride vissuto nel Cretaceo superiore, circa 76,5 milioni di anni fa (Campaniano), in quelle che oggi sono la Formazione Dinosaur Park e la Formazione Oldman, nel sud dell'Alberta, Canada. Il genere contiene due specie: la specie tipo S. cutleri e S. thronus, i cui fossili erano stati precedentemente assegnati ad Euoplocephalus.

## Descrizione

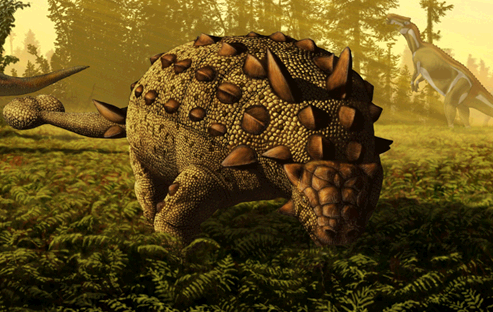
Ipotetica ricostruzione di Scolosaurus, mentre si nutre

Lo Scolosaurus è noto principalmente per uno scheletro privo di cranio, ma in ottimo stato di conservazione e completo di armatura dorsale, noto come NHMUK R.5161. Lo scheletro mise in luce numerosi dettagli anatomici della corazza degli ankylosauri fino a quel momento sconosciuti. La corazza di Scolosaurus era costituita da numerosi osteodermi posti l'uno accanto all'altro, disposti in file lungo tutto il dorso e di forma e dimensioni variabili. Lungo la linea mediana del dorso gli osteodermi erano più alti e, all'altezza delle spalle, avevano la forma di due grossi puntali. Il corpo, come quello di tutti gli ankylosauridi, era massiccio e sorretto da zampe corte e robuste. La coda era dotata della tipica mazza caudale degli ankylosauridi ed era irrigidita da tendini ossificati. 
La presenza di due spuntoni ossei sulla mazza caudale, spesso raffigurati nelle prime ricostruzioni di questo animale, non è stata poi confermata da successivi studi.

## Classificazione

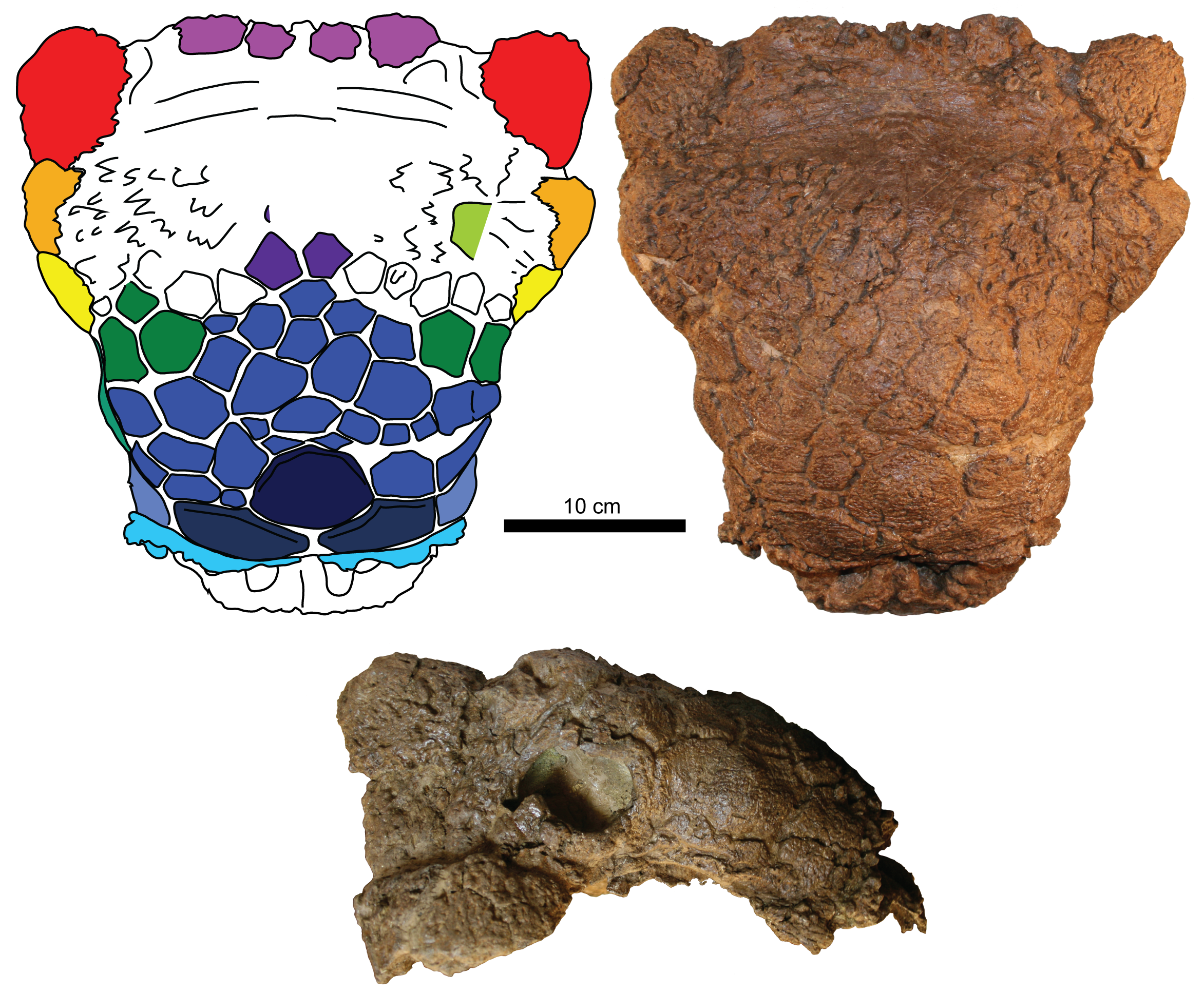
Cranio olotipo di S. thronus (ROM 1930)

Nel 1928, Nopcsa assegnò l'animale alla famiglia Ankylosauridae, e disegnò paragoni morfologici con il materiale fossile conosciuto da Dyoplosaurus. Nel 1971, Walter Coombs concluse che esisteva una sola specie di ankylosauride durante il Campaniano del Cretaceo superiore del Nord America, perciò sinonimizzò le specie Anodontosaurus lambei, Dyoplosaurus acutosquameus e Scolosaurus cutleri in Euoplocephalus tutus, ma senza fornire alcuna giustificazione a tale sinonimizzazione. Tuttavia, la sinonimizzazione di Scolosaurus cutleri e Euoplocephalus tutus è stata generalmente accettata e quindi l'esemplare NHMUK R.5161 è stato assegnato a E. tutus. Tuttavia, una ridescrizione di Scolosaurus pubblicata nel 2013 sulla rivista Canadian Journal of Earth Sciences di Paul Penkalski e William T. Blow suggerì che il genere fosse un taxon valido, pertanto, conclusero che Scolosaurus poteva essere distinto da Euoplocephalus dalla forma dell'armatura cervicale, dai dettagli degli osteodermi e per la struttura della zampa anteriore. Hanno anche concluso che Scolosaurus e Dyoplosaurus fossero distinti, a causa delle differenze rinvenute nel bacino e nell'armatura. Per la sua completezza, l'olotipo di Scolosaurus ha costituito la base per la maggior parte delle ricostruzioni di Euoplocephalus dal 1971; quindi, la maggior parte delle ricostruzioni di Euoplocephalus raffigurano in realtà Scolosaurus.

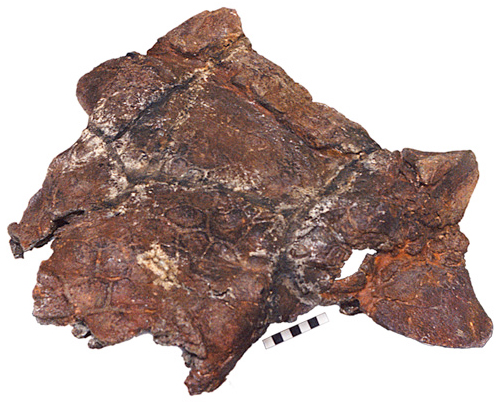
Cranio di Oohkotokia (MOR 433), un possibile sinonimo junior

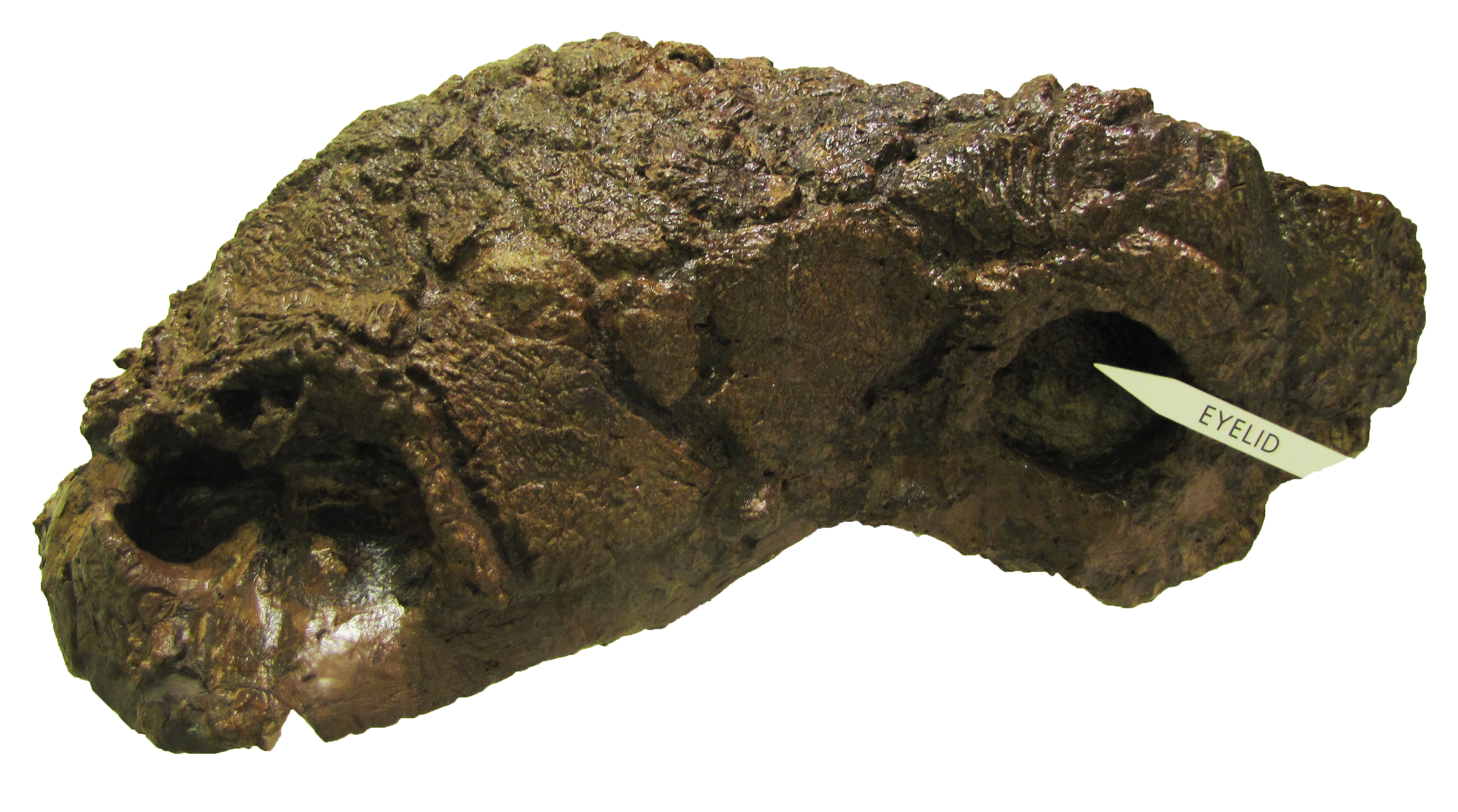
Cranio di S. cutleri (AMNH 5404)

Uno studio del 2013 notò che l'ankylosauride Oohkotokia è indistinguibile da Scolosaurus ed è stata quindi considerata un sinonimo junior di quest'ultimo. Tuttavia, questa sinonimizzazione è alquanto controversa poiché l'Oohkotokia è stata successivamente riconosciuta come un genere valida. Quindi, gran parte del materiale illustrato come appartenente a Scolosaurus può effettivamente appartenere ad Oohkotokia.
Il seguente cladogramma si basa sugli studi sugli Ankylosaurinae, di Arbour e Currie (2015):
|  | Saichania                                              |
|  |                                                        |
|  | \| \| Tarchia \| \| \| \| \| \| Zaraapelta \| \| \| \| |
|  |                                                        |
|  | Tarchia                                                |
|  |                                                        |
|  | Zaraapelta                                             |
|  |                                                        |

|  | Tarchia    |
|  |            |
|  | Zaraapelta |
|  |            |

|  | Talarurus         |
|  |                   |
|  | Nodocephalosaurus |
|  |                   |

|  | Ankylosaurus   |
|  |                |
|  | Anodontosaurus |
|  |                |

|  | Scolosaurus |
|  |             |
|  | Ziapelta    |
|  |             |

|  | Ankylosaurus   |
|  |                |
|  | Anodontosaurus |
|  |                |

|  | Scolosaurus |
|  |             |
|  | Ziapelta    |
|  |             |

|  | Talarurus         |
|  |                   |
|  | Nodocephalosaurus |
|  |                   |

|  | Ankylosaurus   |
|  |                |
|  | Anodontosaurus |
|  |                |

|  | Scolosaurus |
|  |             |
|  | Ziapelta    |
|  |             |

|  | Ankylosaurus   |
|  |                |
|  | Anodontosaurus |
|  |                |

|  | Scolosaurus |
|  |             |
|  | Ziapelta    |
|  |             |

|  | Talarurus         |
|  |                   |
|  | Nodocephalosaurus |
|  |                   |

|  | Ankylosaurus   |
|  |                |
|  | Anodontosaurus |
|  |                |

|  | Scolosaurus |
|  |             |
|  | Ziapelta    |
|  |             |

|  | Ankylosaurus   |
|  |                |
|  | Anodontosaurus |
|  |                |

|  | Scolosaurus |
|  |             |
|  | Ziapelta    |
|  |             |

|  | Talarurus         |
|  |                   |
|  | Nodocephalosaurus |
|  |                   |

|  | Ankylosaurus   |
|  |                |
|  | Anodontosaurus |
|  |                |

|  | Scolosaurus |
|  |             |
|  | Ziapelta    |
|  |             |

|  | Ankylosaurus   |
|  |                |
|  | Anodontosaurus |
|  |                |

|  | Scolosaurus |
|  |             |
|  | Ziapelta    |
|  |             |

|  | Saichania                                              |
|  |                                                        |
|  | \| \| Tarchia \| \| \| \| \| \| Zaraapelta \| \| \| \| |
|  |                                                        |
|  | Tarchia                                                |
|  |                                                        |
|  | Zaraapelta                                             |
|  |                                                        |

|  | Tarchia    |
|  |            |
|  | Zaraapelta |
|  |            |

|  | Talarurus         |
|  |                   |
|  | Nodocephalosaurus |
|  |                   |

|  | Ankylosaurus   |
|  |                |
|  | Anodontosaurus |
|  |                |

|  | Scolosaurus |
|  |             |
|  | Ziapelta    |
|  |             |

|  | Ankylosaurus   |
|  |                |
|  | Anodontosaurus |
|  |                |

|  | Scolosaurus |
|  |             |
|  | Ziapelta    |
|  |             |

|  | Talarurus         |
|  |                   |
|  | Nodocephalosaurus |
|  |                   |

|  | Ankylosaurus   |
|  |                |
|  | Anodontosaurus |
|  |                |

|  | Scolosaurus |
|  |             |
|  | Ziapelta    |
|  |             |

|  | Ankylosaurus   |
|  |                |
|  | Anodontosaurus |
|  |                |

|  | Scolosaurus |
|  |             |
|  | Ziapelta    |
|  |             |

|  | Talarurus         |
|  |                   |
|  | Nodocephalosaurus |
|  |                   |

|  | Ankylosaurus   |
|  |                |
|  | Anodontosaurus |
|  |                |

|  | Scolosaurus |
|  |             |
|  | Ziapelta    |
|  |             |

|  | Ankylosaurus   |
|  |                |
|  | Anodontosaurus |
|  |                |

|  | Scolosaurus |
|  |             |
|  | Ziapelta    |
|  |             |

|  | Talarurus         |
|  |                   |
|  | Nodocephalosaurus |
|  |                   |

|  | Ankylosaurus   |
|  |                |
|  | Anodontosaurus |
|  |                |

|  | Scolosaurus |
|  |             |
|  | Ziapelta    |
|  |             |

|  | Ankylosaurus   |
|  |                |
|  | Anodontosaurus |
|  |                |

|  | Scolosaurus |
|  |             |
|  | Ziapelta    |
|  |             |

|  | Saichania                                              |
|  |                                                        |
|  | \| \| Tarchia \| \| \| \| \| \| Zaraapelta \| \| \| \| |
|  |                                                        |
|  | Tarchia                                                |
|  |                                                        |
|  | Zaraapelta                                             |
|  |                                                        |

|  | Tarchia    |
|  |            |
|  | Zaraapelta |
|  |            |

|  | Talarurus         |
|  |                   |
|  | Nodocephalosaurus |
|  |                   |

|  | Ankylosaurus   |
|  |                |
|  | Anodontosaurus |
|  |                |

|  | Scolosaurus |
|  |             |
|  | Ziapelta    |
|  |             |

|  | Ankylosaurus   |
|  |                |
|  | Anodontosaurus |
|  |                |

|  | Scolosaurus |
|  |             |
|  | Ziapelta    |
|  |             |

|  | Talarurus         |
|  |                   |
|  | Nodocephalosaurus |
|  |                   |

|  | Ankylosaurus   |
|  |                |
|  | Anodontosaurus |
|  |                |

|  | Scolosaurus |
|  |             |
|  | Ziapelta    |
|  |             |

|  | Ankylosaurus   |
|  |                |
|  | Anodontosaurus |
|  |                |

|  | Scolosaurus |
|  |             |
|  | Ziapelta    |
|  |             |

|  | Talarurus         |
|  |                   |
|  | Nodocephalosaurus |
|  |                   |

|  | Ankylosaurus   |
|  |                |
|  | Anodontosaurus |
|  |                |

|  | Scolosaurus |
|  |             |
|  | Ziapelta    |
|  |             |

|  | Ankylosaurus   |
|  |                |
|  | Anodontosaurus |
|  |                |

|  | Scolosaurus |
|  |             |
|  | Ziapelta    |
|  |             |

|  | Talarurus         |
|  |                   |
|  | Nodocephalosaurus |
|  |                   |

|  | Ankylosaurus   |
|  |                |
|  | Anodontosaurus |
|  |                |

|  | Scolosaurus |
|  |             |
|  | Ziapelta    |
|  |             |

|  | Ankylosaurus   |
|  |                |
|  | Anodontosaurus |
|  |                |

|  | Scolosaurus |
|  |             |
|  | Ziapelta    |
|  |             |

|  | Saichania                                              |
|  |                                                        |
|  | \| \| Tarchia \| \| \| \| \| \| Zaraapelta \| \| \| \| |
|  |                                                        |
|  | Tarchia                                                |
|  |                                                        |
|  | Zaraapelta                                             |
|  |                                                        |

|  | Tarchia    |
|  |            |
|  | Zaraapelta |
|  |            |

|  | Talarurus         |
|  |                   |
|  | Nodocephalosaurus |
|  |                   |

|  | Ankylosaurus   |
|  |                |
|  | Anodontosaurus |
|  |                |

|  | Scolosaurus |
|  |             |
|  | Ziapelta    |
|  |             |

|  | Ankylosaurus   |
|  |                |
|  | Anodontosaurus |
|  |                |

|  | Scolosaurus |
|  |             |
|  | Ziapelta    |
|  |             |

|  | Talarurus         |
|  |                   |
|  | Nodocephalosaurus |
|  |                   |

|  | Ankylosaurus   |
|  |                |
|  | Anodontosaurus |
|  |                |

|  | Scolosaurus |
|  |             |
|  | Ziapelta    |
|  |             |

|  | Ankylosaurus   |
|  |                |
|  | Anodontosaurus |
|  |                |

|  | Scolosaurus |
|  |             |
|  | Ziapelta    |
|  |             |

|  | Talarurus         |
|  |                   |
|  | Nodocephalosaurus |
|  |                   |

|  | Ankylosaurus   |
|  |                |
|  | Anodontosaurus |
|  |                |

|  | Scolosaurus |
|  |             |
|  | Ziapelta    |
|  |             |

|  | Ankylosaurus   |
|  |                |
|  | Anodontosaurus |
|  |                |

|  | Scolosaurus |
|  |             |
|  | Ziapelta    |
|  |             |

|  | Talarurus         |
|  |                   |
|  | Nodocephalosaurus |
|  |                   |

|  | Ankylosaurus   |
|  |                |
|  | Anodontosaurus |
|  |                |

|  | Scolosaurus |
|  |             |
|  | Ziapelta    |
|  |             |

|  | Ankylosaurus   |
|  |                |
|  | Anodontosaurus |
|  |                |

|  | Scolosaurus |
|  |             |
|  | Ziapelta    |
|  |             |

|  | Saichania                                              |
|  |                                                        |
|  | \| \| Tarchia \| \| \| \| \| \| Zaraapelta \| \| \| \| |
|  |                                                        |
|  | Tarchia                                                |
|  |                                                        |
|  | Zaraapelta                                             |
|  |                                                        |

|  | Tarchia    |
|  |            |
|  | Zaraapelta |
|  |            |

|  | Talarurus         |
|  |                   |
|  | Nodocephalosaurus |
|  |                   |

|  | Ankylosaurus   |
|  |                |
|  | Anodontosaurus |
|  |                |

|  | Scolosaurus |
|  |             |
|  | Ziapelta    |
|  |             |

|  | Ankylosaurus   |
|  |                |
|  | Anodontosaurus |
|  |                |

|  | Scolosaurus |
|  |             |
|  | Ziapelta    |
|  |             |

|  | Talarurus         |
|  |                   |
|  | Nodocephalosaurus |
|  |                   |

|  | Ankylosaurus   |
|  |                |
|  | Anodontosaurus |
|  |                |

|  | Scolosaurus |
|  |             |
|  | Ziapelta    |
|  |             |

|  | Ankylosaurus   |
|  |                |
|  | Anodontosaurus |
|  |                |

|  | Scolosaurus |
|  |             |
|  | Ziapelta    |
|  |             |

|  | Talarurus         |
|  |                   |
|  | Nodocephalosaurus |
|  |                   |

|  | Ankylosaurus   |
|  |                |
|  | Anodontosaurus |
|  |                |

|  | Scolosaurus |
|  |             |
|  | Ziapelta    |
|  |             |

|  | Ankylosaurus   |
|  |                |
|  | Anodontosaurus |
|  |                |

|  | Scolosaurus |
|  |             |
|  | Ziapelta    |
|  |             |

|  | Talarurus         |
|  |                   |
|  | Nodocephalosaurus |
|  |                   |

|  | Ankylosaurus   |
|  |                |
|  | Anodontosaurus |
|  |                |

|  | Scolosaurus |
|  |             |
|  | Ziapelta    |
|  |             |

|  | Ankylosaurus   |
|  |                |
|  | Anodontosaurus |
|  |                |

|  | Scolosaurus |
|  |             |
|  | Ziapelta    |
|  |             |

|  | Saichania                                              |
|  |                                                        |
|  | \| \| Tarchia \| \| \| \| \| \| Zaraapelta \| \| \| \| |
|  |                                                        |
|  | Tarchia                                                |
|  |                                                        |
|  | Zaraapelta                                             |
|  |                                                        |

|  | Tarchia    |
|  |            |
|  | Zaraapelta |
|  |            |

|  | Talarurus         |
|  |                   |
|  | Nodocephalosaurus |
|  |                   |

|  | Ankylosaurus   |
|  |                |
|  | Anodontosaurus |
|  |                |

|  | Scolosaurus |
|  |             |
|  | Ziapelta    |
|  |             |

|  | Ankylosaurus   |
|  |                |
|  | Anodontosaurus |
|  |                |

|  | Scolosaurus |
|  |             |
|  | Ziapelta    |
|  |             |

|  | Talarurus         |
|  |                   |
|  | Nodocephalosaurus |
|  |                   |

|  | Ankylosaurus   |
|  |                |
|  | Anodontosaurus |
|  |                |

|  | Scolosaurus |
|  |             |
|  | Ziapelta    |
|  |             |

|  | Ankylosaurus   |
|  |                |
|  | Anodontosaurus |
|  |                |

|  | Scolosaurus |
|  |             |
|  | Ziapelta    |
|  |             |

|  | Talarurus         |
|  |                   |
|  | Nodocephalosaurus |
|  |                   |

|  | Ankylosaurus   |
|  |                |
|  | Anodontosaurus |
|  |                |

|  | Scolosaurus |
|  |             |
|  | Ziapelta    |
|  |             |

|  | Ankylosaurus   |
|  |                |
|  | Anodontosaurus |
|  |                |

|  | Scolosaurus |
|  |             |
|  | Ziapelta    |
|  |             |

|  | Talarurus         |
|  |                   |
|  | Nodocephalosaurus |
|  |                   |

|  | Ankylosaurus   |
|  |                |
|  | Anodontosaurus |
|  |                |

|  | Scolosaurus |
|  |             |
|  | Ziapelta    |
|  |             |

|  | Ankylosaurus   |
|  |                |
|  | Anodontosaurus |
|  |                |

|  | Scolosaurus |
|  |             |
|  | Ziapelta    |
|  |             |

|  | Saichania                                              |
|  |                                                        |
|  | \| \| Tarchia \| \| \| \| \| \| Zaraapelta \| \| \| \| |
|  |                                                        |
|  | Tarchia                                                |
|  |                                                        |
|  | Zaraapelta                                             |
|  |                                                        |

|  | Tarchia    |
|  |            |
|  | Zaraapelta |
|  |            |

|  | Talarurus         |
|  |                   |
|  | Nodocephalosaurus |
|  |                   |

|  | Ankylosaurus   |
|  |                |
|  | Anodontosaurus |
|  |                |

|  | Scolosaurus |
|  |             |
|  | Ziapelta    |
|  |             |

|  | Ankylosaurus   |
|  |                |
|  | Anodontosaurus |
|  |                |

|  | Scolosaurus |
|  |             |
|  | Ziapelta    |
|  |             |

|  | Talarurus         |
|  |                   |
|  | Nodocephalosaurus |
|  |                   |

|  | Ankylosaurus   |
|  |                |
|  | Anodontosaurus |
|  |                |

|  | Scolosaurus |
|  |             |
|  | Ziapelta    |
|  |             |

|  | Ankylosaurus   |
|  |                |
|  | Anodontosaurus |
|  |                |

|  | Scolosaurus |
|  |             |
|  | Ziapelta    |
|  |             |

|  | Talarurus         |
|  |                   |
|  | Nodocephalosaurus |
|  |                   |

|  | Ankylosaurus   |
|  |                |
|  | Anodontosaurus |
|  |                |

|  | Scolosaurus |
|  |             |
|  | Ziapelta    |
|  |             |

|  | Ankylosaurus   |
|  |                |
|  | Anodontosaurus |
|  |                |

|  | Scolosaurus |
|  |             |
|  | Ziapelta    |
|  |             |

|  | Talarurus         |
|  |                   |
|  | Nodocephalosaurus |
|  |                   |

|  | Ankylosaurus   |
|  |                |
|  | Anodontosaurus |
|  |                |

|  | Scolosaurus |
|  |             |
|  | Ziapelta    |
|  |             |

|  | Ankylosaurus   |
|  |                |
|  | Anodontosaurus |
|  |                |

|  | Scolosaurus |
|  |             |
|  | Ziapelta    |
|  |             |

|  | Saichania                                              |
|  |                                                        |
|  | \| \| Tarchia \| \| \| \| \| \| Zaraapelta \| \| \| \| |
|  |                                                        |
|  | Tarchia                                                |
|  |                                                        |
|  | Zaraapelta                                             |
|  |                                                        |

|  | Tarchia    |
|  |            |
|  | Zaraapelta |
|  |            |

|  | Talarurus         |
|  |                   |
|  | Nodocephalosaurus |
|  |                   |

|  | Ankylosaurus   |
|  |                |
|  | Anodontosaurus |
|  |                |

|  | Scolosaurus |
|  |             |
|  | Ziapelta    |
|  |             |

|  | Ankylosaurus   |
|  |                |
|  | Anodontosaurus |
|  |                |

|  | Scolosaurus |
|  |             |
|  | Ziapelta    |
|  |             |

|  | Talarurus         |
|  |                   |
|  | Nodocephalosaurus |
|  |                   |

|  | Ankylosaurus   |
|  |                |
|  | Anodontosaurus |
|  |                |

|  | Scolosaurus |
|  |             |
|  | Ziapelta    |
|  |             |

|  | Ankylosaurus   |
|  |                |
|  | Anodontosaurus |
|  |                |

|  | Scolosaurus |
|  |             |
|  | Ziapelta    |
|  |             |

|  | Talarurus         |
|  |                   |
|  | Nodocephalosaurus |
|  |                   |

|  | Ankylosaurus   |
|  |                |
|  | Anodontosaurus |
|  |                |

|  | Scolosaurus |
|  |             |
|  | Ziapelta    |
|  |             |

|  | Ankylosaurus   |
|  |                |
|  | Anodontosaurus |
|  |                |

|  | Scolosaurus |
|  |             |
|  | Ziapelta    |
|  |             |

|  | Talarurus         |
|  |                   |
|  | Nodocephalosaurus |
|  |                   |

|  | Ankylosaurus   |
|  |                |
|  | Anodontosaurus |
|  |                |

|  | Scolosaurus |
|  |             |
|  | Ziapelta    |
|  |             |

|  | Ankylosaurus   |
|  |                |
|  | Anodontosaurus |
|  |                |

|  | Scolosaurus |
|  |             |
|  | Ziapelta    |
|  |             |

### Materiale attribuito

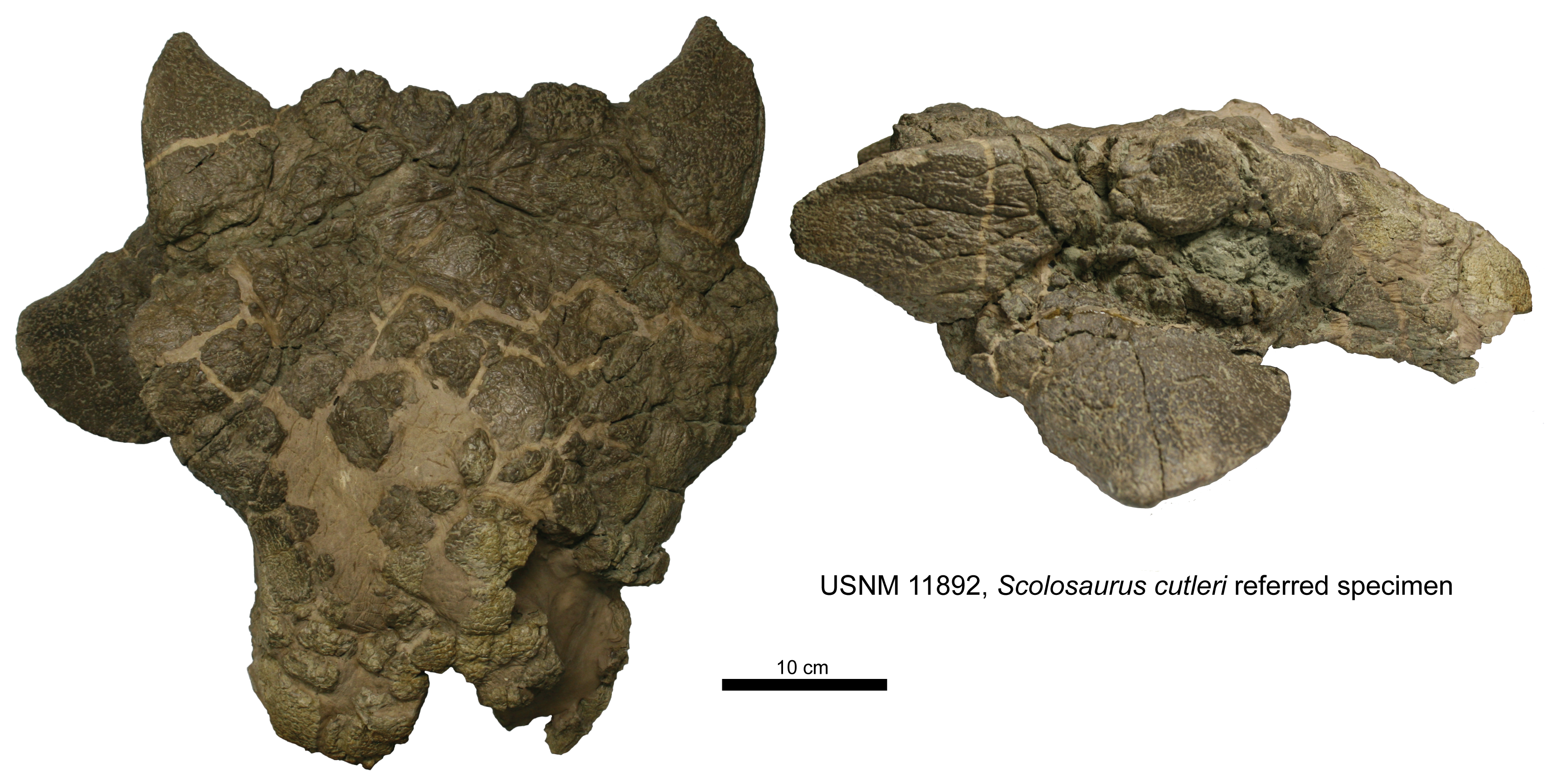
Cranio riferito a Scolosaurus sp. (USNM 11892)

Nel 1874, G. M. Dawson dissotterrò l'esemplare USNM 7943 nella località di Milk River nella Formazione Frenchman in Alberta. L'esemplare venne rinvenuto in sedimenti terrestri datati al Maastrichtiano del Cretaceo superiore, circa 70,6 a 66 milioni di anni. L'esemplare consisteva in un primo semianello cervicale parziale, facente parte del collo del dinosauro. Nel 2013, questo materiale è stato assegnato a Scolosaurus da Arbor e Curry che hanno condotto un'analisi filogenetica dettagliata degli ankylosauridi. Attualmente, l'esemplare è ospitato allo Smithsonian Institution di Washington, DC.
Nel 1928, George F. Sternberg, ritrovò l'esemplare USNM 11892, dalla stessa località in cui era stato rinvenuto l'olotipo di Montanazhdarcho, negli strati alti della Formazione Two Medicine nella contea di Glacier, Montana. L'esemplare, un cranio parziale, fu recuperato dai sedimenti di arenaria del canale depositatisi durante il Campaniano, circa 74 milioni di anni fa. Anche questo esemplare è ospitato allo Smithsonian Institution.
Altri esemplari citati includono FPDM V-31, NSM PV 20381 e TMP 2001.42.9. FPDM V-31 e TMP 2001.42.9 sono entrambi teschi, in vari stati di conservazione. NSM PV 20381 comprende un cranio, vertebre dorsali, vertebre caudali, costole, entrambe le scapole, entrambi gli ileo, un ischio parziale ed entrambi i femori, entrambe le tibie e le fibule.

### Caratteristiche anatomiche distintive

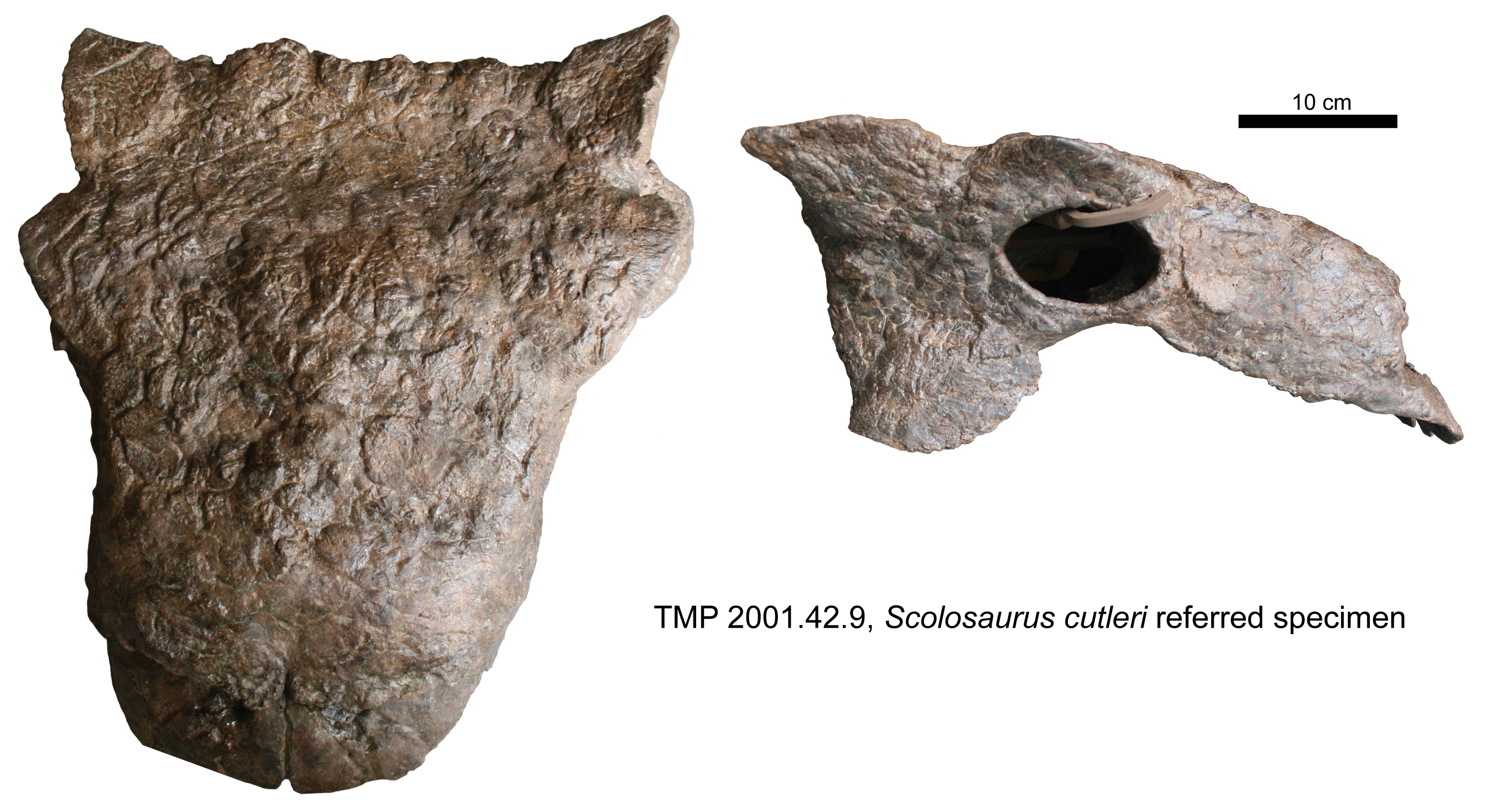
Cranio riferito a Scolosaurus sp. (TMP 2001.42.9)

Grandezza di Scolosaurus comparata con un umano

Una diagnosi differenziale è una dichiarazione delle caratteristiche anatomiche di un organismo (o gruppo) che lo distinguono collettivamente da tutti gli altri organismi. Alcune, ma non tutte, le caratteristiche di una diagnosi sono anche autapomorfie. Un'autapomorfia è una caratteristica anatomica distintiva che è unica di un determinato organismo.
Secondo Arbor e Currie (2013), lo Scolosaurus (incluso il materiale proveniente dalla Formazione Two Medicine) può essere distinto dagli altri ankylosauridi in base alle seguenti caratteristiche:
- Le corna squamosali sono proporzionalmente più lunghe, sono retrocesse e hanno apici distinti (a differenza di Anodontosaurus lambei ed Euoplocephalus tutus);
- La presenza di una piccola caputegula circolare alle basi delle ossa squamosali e quadrite (a differenza di Euoplocephalus tutus)
- Il processo postacetabolare dell'ileo è proporzionalmente più lungo (rispetto ad Anodontosaurus lambei, Dyoplosaurus acutosquameus ed Euoplocephalus tutus);
- La presenza di osteodermi mediali circolari proporzionalmente grandi con prominenze centrali basse e osteodermi laterali/distali a mezzaluna compressi sui semianelli cervicali (a differenza di Anodontosaurus lambei ed Euoplocephalus tutus);
- Le costole sacrali sono dirette lateralmente (a differenza di Dyoplosaurus acutosquameus);
- Gli osteodermi sono conici, con apici posizionati centralmente sui lati laterali della porzione anteriore della coda (a differenza di Dyoplosaurus acutosquameus);
- La mazza caudale della coda appare circolare in vista dorsale, a differenza di quella dell'Anodontosaurus, che appare più larga di quanto sia lunga, o di quella del Dyoplosaurus, che appare più lunga di quanto non sia larga;
- La presenza di narici dirette anteriormente e l'assenza di una chiglia continua tra il corno squamoso e le ossa sopraorbitali (a differenza di Ankylosaurus magniventris);

## Storia della scoperta

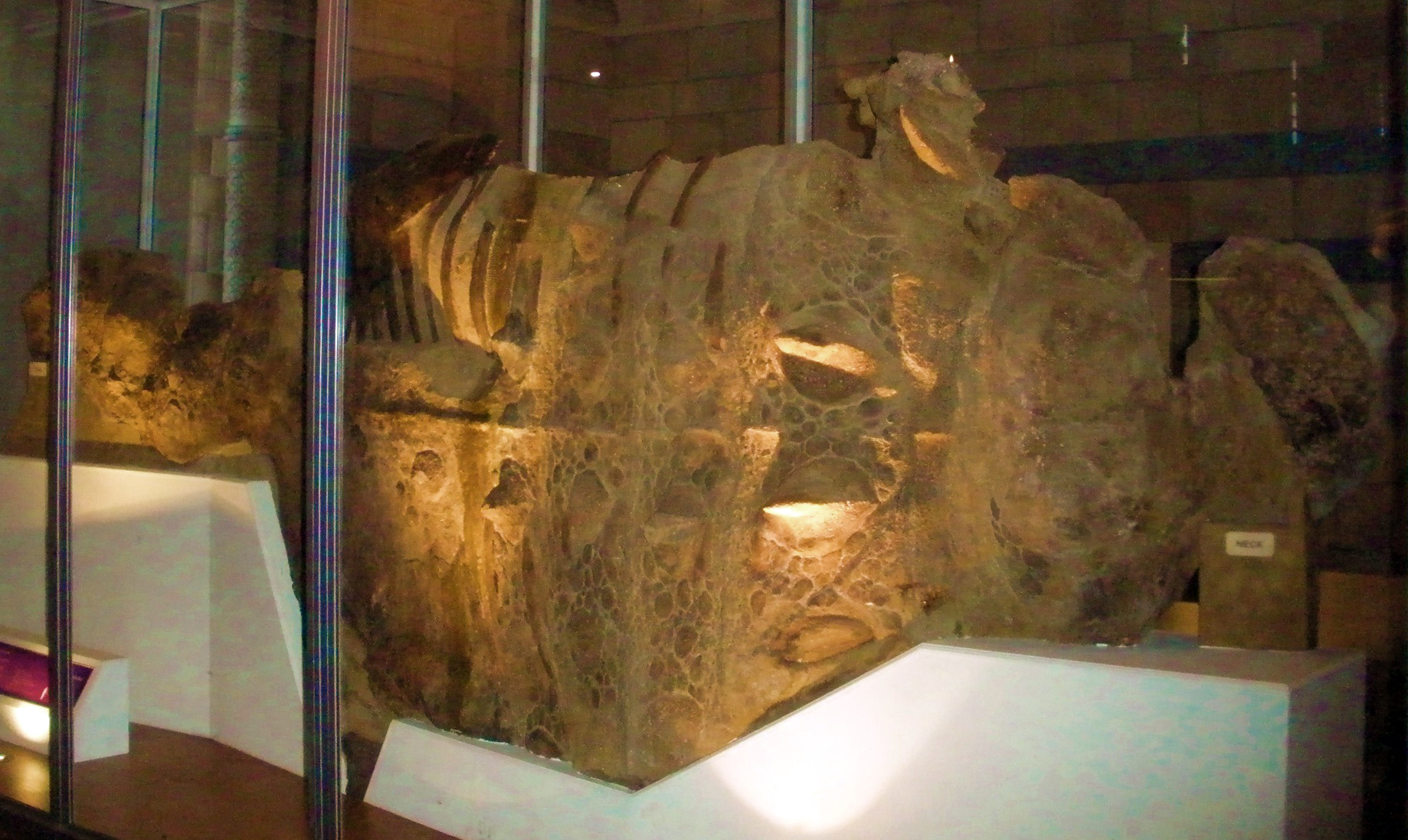
Olotipo di S. cutleri (NHMUK R5161), al Museo di storia naturale di Londra

Lo Scolosaurus venne nominato da Franz Nopcsa von Felső-Szilvás nel 1928, basandosi sull'olotipo NHMUK R.5161, un esemplare quasi completo che conserva l'intero scheletro tranne la parte distale della coda, la zampa anteriore destra, l'arto posteriore destro e il cranio. Sono inoltre presenti la rara conservazione degli osteodermi e l'impronta della pelle. Lo scheletro fossile fu scoperto da William Edmund Cutler, un collezionista di fossili indipendente nel 1914, a Quarry 80 della località di Deadlodge Canyon. L'esemplare fu raccolto dal fondo della Formazione Dinosaur Park in un sedimento d'arenaria a grana fine e sedimenti d'argilla a grana fine depositatisi durante il Campaniano nel Cretaceo superiore, circa 76,5 milioni di anni fa. L'esemplare olotipico è ospitato nella collezione del Museo di storia naturale di Londra, in Inghilterra.
Nel 2013, Arbor e Currie riassegnarono l'esemplare MOR 433, su cui era basato il genere Oohkotokia, a Scolosaurus. Questo esemplare è costituito da un cranio parziale, entrambi gli omeri, una vertebra caudale e diversi osteodermi ed è stato recuperato negli strati alti della Formazione Two Medicine, nel Montana, e datata a circa 74 milioni di anni. I resti furono raccolti nel 1986-1987 nell'argilla grigia che si depositò durante il Campaniano durante il Cretaceo superiore. L'esemplare è ospitato nella collezione del Museum of the Rockies a Bozeman, nel Montana.
Il nome generico Scolosaurus significa "lucertola appuntita" e deriva dalle parole greche skolos/σκῶλος che significa "palo appuntito" e saûros/σαύρα che significa "lucertola". Il nome specifico, cutleri, è in onore dello scopritore dell'olotipo, W. E. Cutler, che fu seriamente ferito quando l'esemplare gli crollò addosso durante le operazioni di recupero.

## Paleoecologia

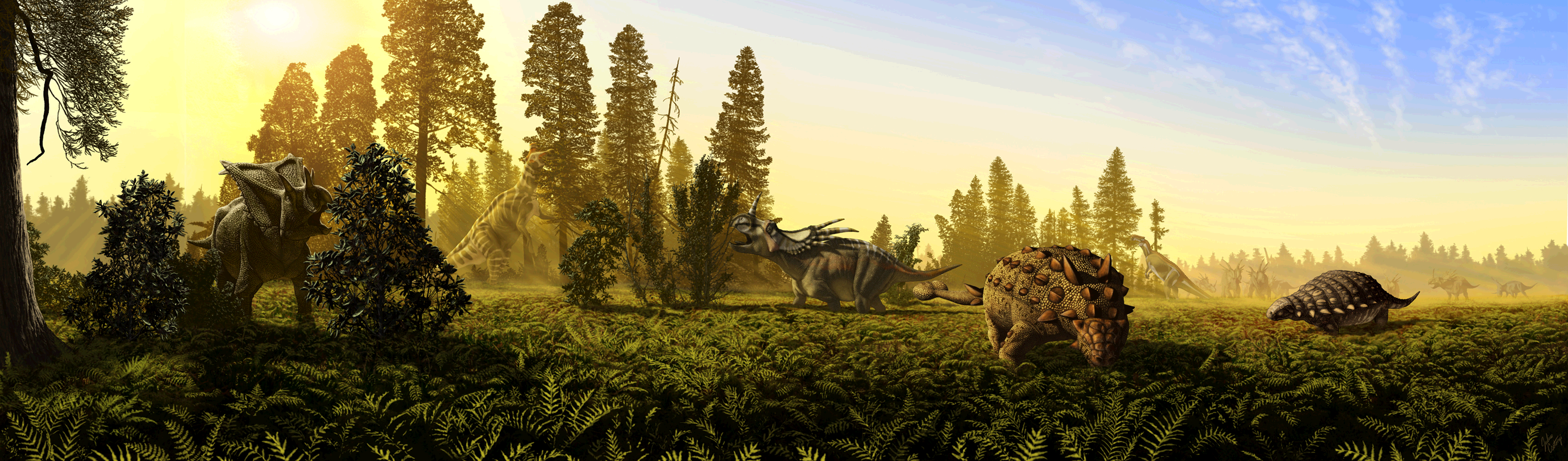
Ricostruzione della megafauna erbivora della Formazione Dinosaur Park, con Scolosaurus in primo piano a destra

### Habitat
La datazione radiometrica argon-argon indica che la Formazione Two Medicine risale a circa 83,5-70,6 milioni di anni fa, durante il Campaniano del Cretaceo superiore, in quella che ora è il Montana nordoccidentale. Se l'Oohkotokia fosse un sinonimo di Scolosaurus, significherebbe che quest'ultimo è vissuto per circa 3 milioni di anni. La Formazione Two Medicine è correlata al gruppo del fiume Belly nel sud-ovest dell'Alberta e alla Formazione Pakowki verso est. La formazione Two Medicine si è depositata da fiumi e delta tra la costa occidentale del Mare interno occidentale e il margine in direzione est della Cordillan Overthrust Belt. Sin dalla metà del Cretaceo, il Nord America era diviso a metà da questo mare interno, che all'epoca ricopriva gran parte del Montana e dell'Alberta. Tuttavia, il sollevamento delle Montagne Rocciose ha costretto il ritiro delle acque verso sudest. I fiumi scorrevano giù dalle montagne e defluivano nella via di navigazione, trasportando i sedimenti che formarono la Formazione Two Medicine e il Gruppo del Fiume Judith. Circa 73 milioni di anni fa, la rotta cominciò ad avanzare verso ovest e verso nord, e l'intera regione fu coperta dal Bearpaw Shale, ora preservata negli Stati Uniti e in Canada occidentali dal massiccio Shapa Bearpaw, che si sovrappone a Two Medicine. Al di sotto di questa formazione ci sono i depositi in prossimità della Virgelle Sandstone. Litologie, faune invertebrate e dati di piante e pollini sostengono che la Formazione Two Medicine si è depositata in un clima stagionale semi-arido con possibili piogge provenienti dagli altipiani delle cordigliere. Questa regione ha vissuto una lunga stagione secca e temperature calde. Gli ampi letti rossi e gli orizzonti calici della Two Medicine sono la prova di condizioni stagionali aride.

### Paleofauna

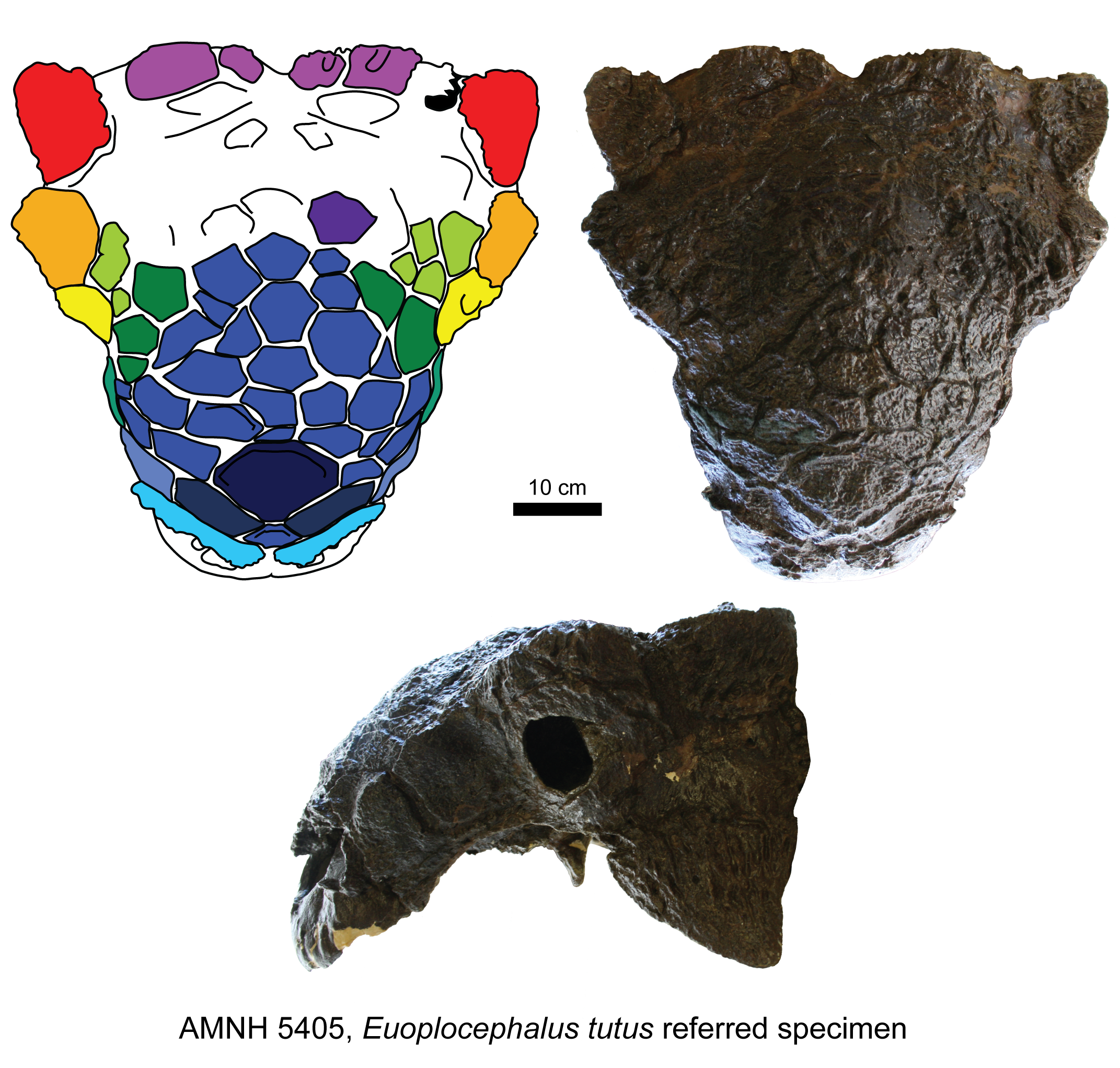
Cranio riferito ad Scolosaurus sp. (AMNH 5405)

Lo Scolosaurus condivideva il suo paleoambiente con altri dinosauri, come gli hadrosauri Hypacrosaurus, Acristavus, Gryposaurus, Brachylophosaurus, Glishades, Prosaurolophus e Maiasaura e l'ankylosauro Edmontonia. Le eruzioni vulcaniche provenienti dall'ovest periodicamente ricoprivano la regione di cenere, causando una mortalità su larga scala, mentre allo stesso tempo arricchivano il suolo per la futura crescita delle piante. I fluttuanti livelli del mare hanno portato anche a una varietà di altri ambienti in diversi momenti e luoghi all'interno del Judith River Group, compresi habitat marini, zone umide costiere, delta e lagune, oltre alle pianure alluvionali interne. La Formazione Two Medicine fu depositata a quote più elevate più all'interno dell'entroterra rispetto alle altre due formazioni. Tra i dinosauri che vivevano in questa regione vi erano anche gli oviraptorosauri Caenagnathus e Chirostenotes, e l'ornithopode Orodromeus. Una grande varietà di ceratopsidi coesisteva in questa regione, che comprendendo Achelousaurus, Brachyceratops, Cerasinops, Einiosaurus, Prenoceratops e Rubeosaurus. I carnivori che vivevano in questa zona comprendevano un troodontide senza nome, forse Stenonychosaurus, i dromaeosauri Bambiraptor e Saurornitholestes, e i grandi tirannosauridi Daspletosaurus e Gorgosaurus.
Gli eccellenti reperti fossili vertebrati delle rocce di Two Medicine e Judith River sono il risultato di una combinazione di vita animale abbondante, disastri naturali periodici e la deposizione di grandi quantità di sedimenti. Sono rappresentati molti tipi di pesci d'acqua dolce e di estuario, tra cui squali, razze, storioni, pesci alligatore e altri. Questa regione conserva i resti di molti anfibi e rettili acquatici, tra cui bivalvi, gasteropodi, rane, salamandre, tartarughe, Champsosaurus e coccodrilli. Sono state scoperte anche lucertole terrestri, tra cui teiidi, scinchi, varani e lucertole alligatore. Il cielo era sorvolato da pterosauri come Montanazhdarcho e Cryodrakon, e dagli uccelli Apatornis, Avisaurus e Piksi. Diverse varietà di mammiferi, come il multitubercolato Cimexomys, coesistevano con i dinosauri nella Formazione Two Medicine e le varie altre formazioni che formano il cuneo del fiume Judith. Le uova fossilizzate appartenenti ad un dromaeosauro sono state recuperate qui. Quando l'acqua era abbondante, la regione poteva sostenere una grande quantità di vita animale e vegetale, ma periodici periodi di siccità spesso provocavano una mortalità di massa.